# Кумла (комуна)
Комуна Кумла (швед. Kumla kommun) — адміністративно-територіальна одиниця місцевого самоврядування, що розташована в лені Еребру у центральній Швеції.
Кумла 253-я за величиною території комуна Швеції. Адміністративний центр комуни — місто Кумла.

## Населення
Населення становить 20 658 чоловік (станом на вересень 2012 року). 
| Кількість населення комуни Кумла за 1970-2010 роки | Кількість населення комуни Кумла за 1970-2010 роки | Кількість населення комуни Кумла за 1970-2010 роки | Кількість населення комуни Кумла за 1970-2010 роки | Кількість населення комуни Кумла за 1970-2010 роки |
| -------------------------------------------------- | -------------------------------------------------- | -------------------------------------------------- | -------------------------------------------------- | -------------------------------------------------- |
| Рік                                                |                                                    |                                                    | Населення                                          |                                                    |
| 1970                                               | 1970                                               |                                                    | 16 241                                             | 16 241                                             |
| 1975                                               | 1975                                               |                                                    | 16 939                                             | 16 939                                             |
| 1980                                               | 1980                                               |                                                    | 17 760                                             | 17 760                                             |
| 1985                                               | 1985                                               |                                                    | 17 786                                             | 17 786                                             |
| 1990                                               | 1990                                               |                                                    | 18 621                                             | 18 621                                             |
| 1995                                               | 1995                                               |                                                    | 19 086                                             | 19 086                                             |
| 2000                                               | 2000                                               |                                                    | 18 983                                             | 18 983                                             |
| 2005                                               | 2005                                               |                                                    | 19 473                                             | 19 473                                             |
| 2010                                               | 2010                                               |                                                    | 20 456                                             | 20 456                                             |
| Джерело: SCB                                       |                                                    |                                                    |                                                    |                                                    |

## Населені пункти
Комуні підпорядковано 5 міських поселень (tätort) та низка сільських, більші з яких:
- Кумла (Kumla)
- Екебю (Ekeby)
- Геллаброттет (Hällabrottet)
- Обиторп (Åbytorp)
- Саннагед (Sannahed)
- Кварнторп (Kvarntorp)

## Міста побратими
Комуна підтримує побратимські контакти з такими муніципалітетами:
- Комуна Еурскуг-Геланн, Норвегія
- Сипоо, Фінляндія
- Фредерікссунд, Данія

## Галерея

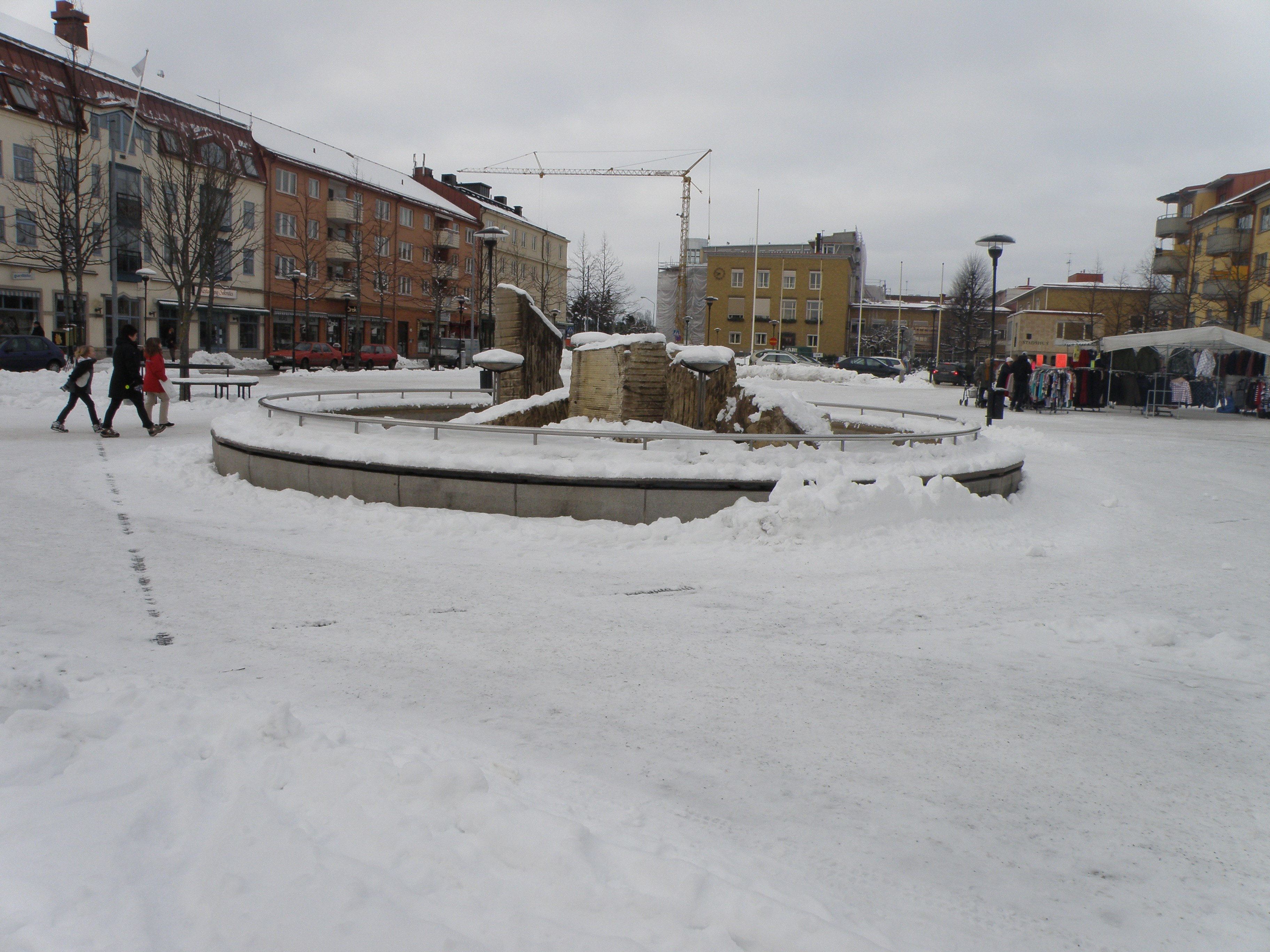
Зимова Кумла
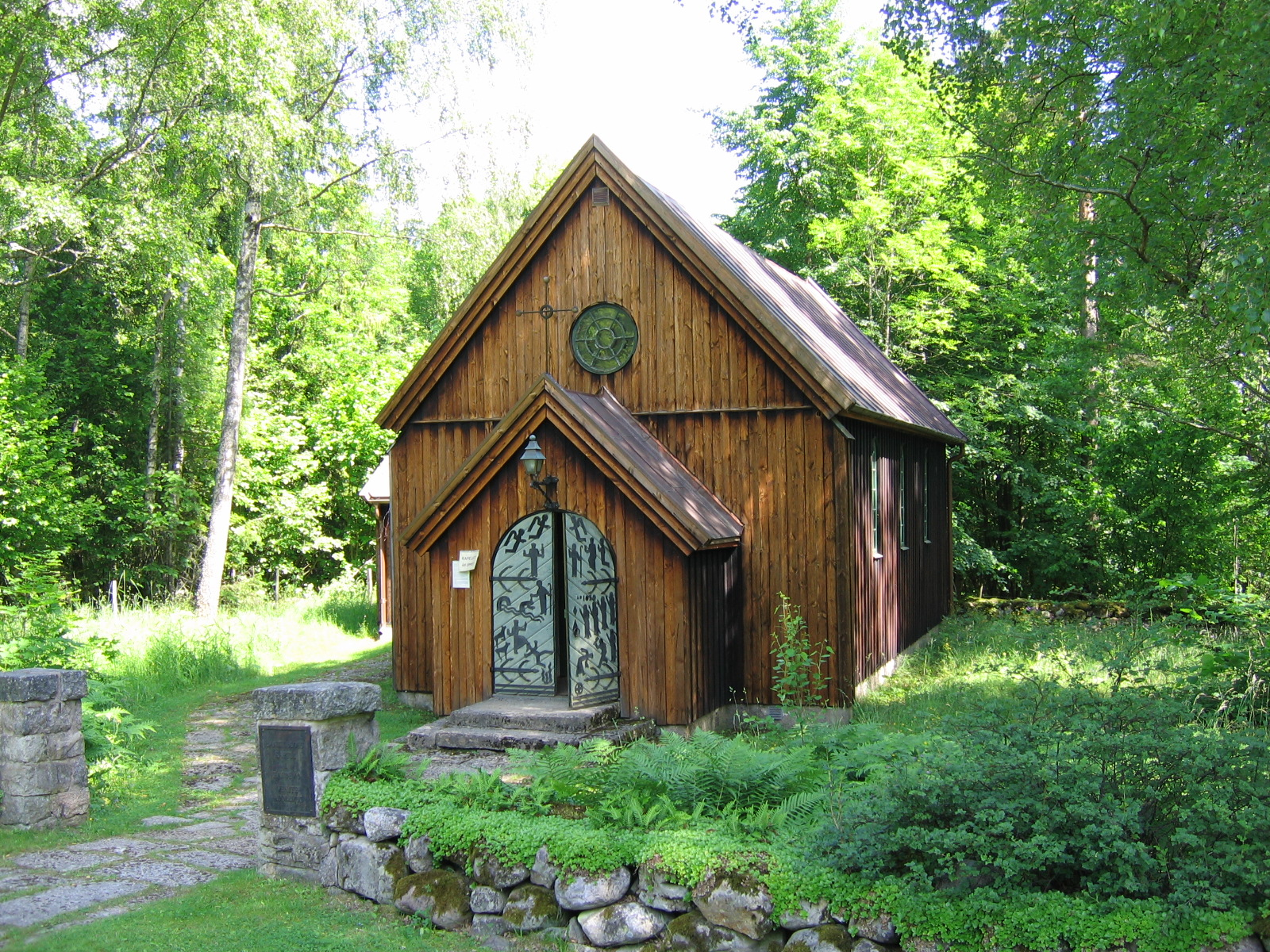
Каплиця (Гардему)
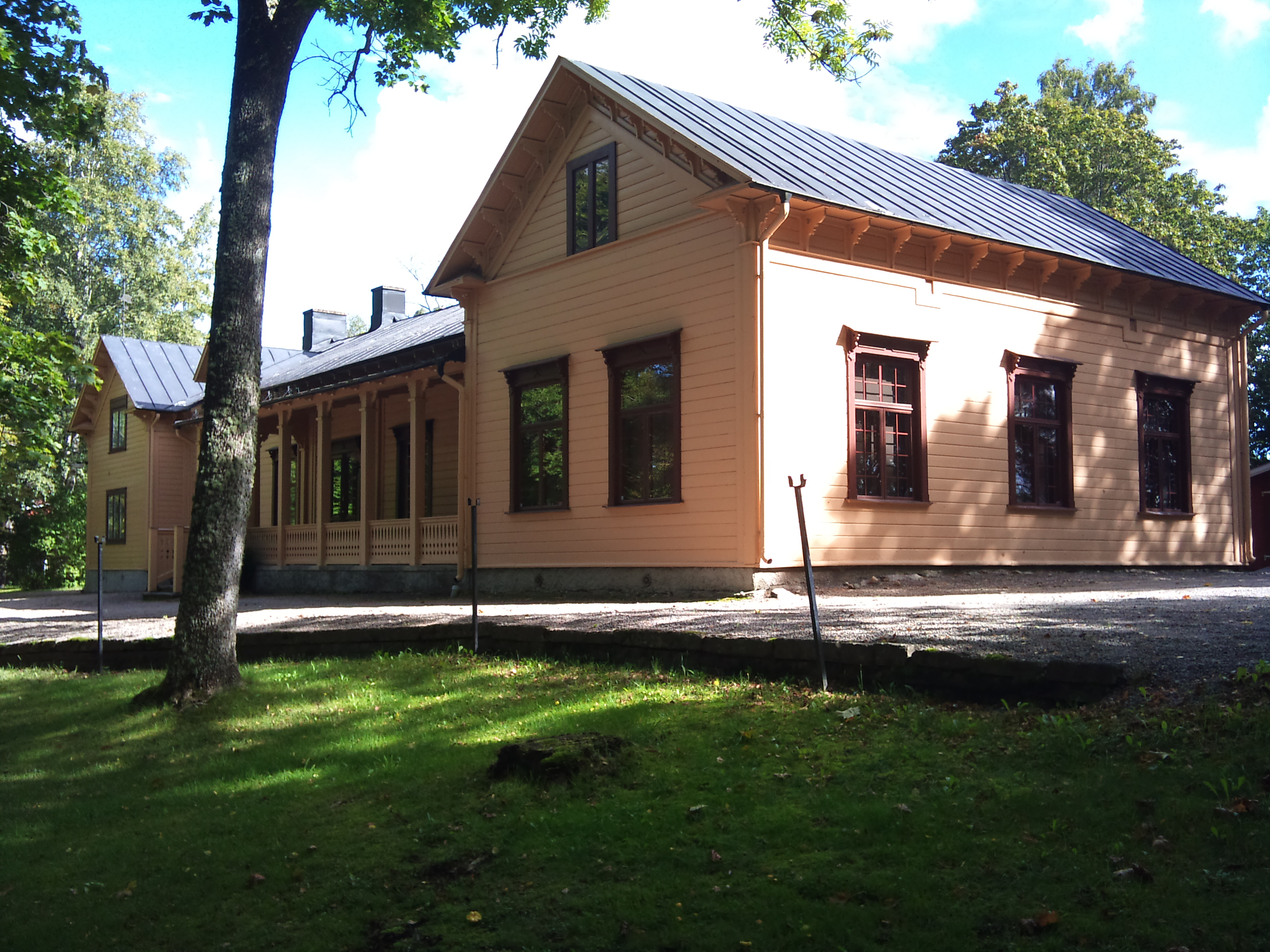
Офіцерська їдальня (Саннагед)
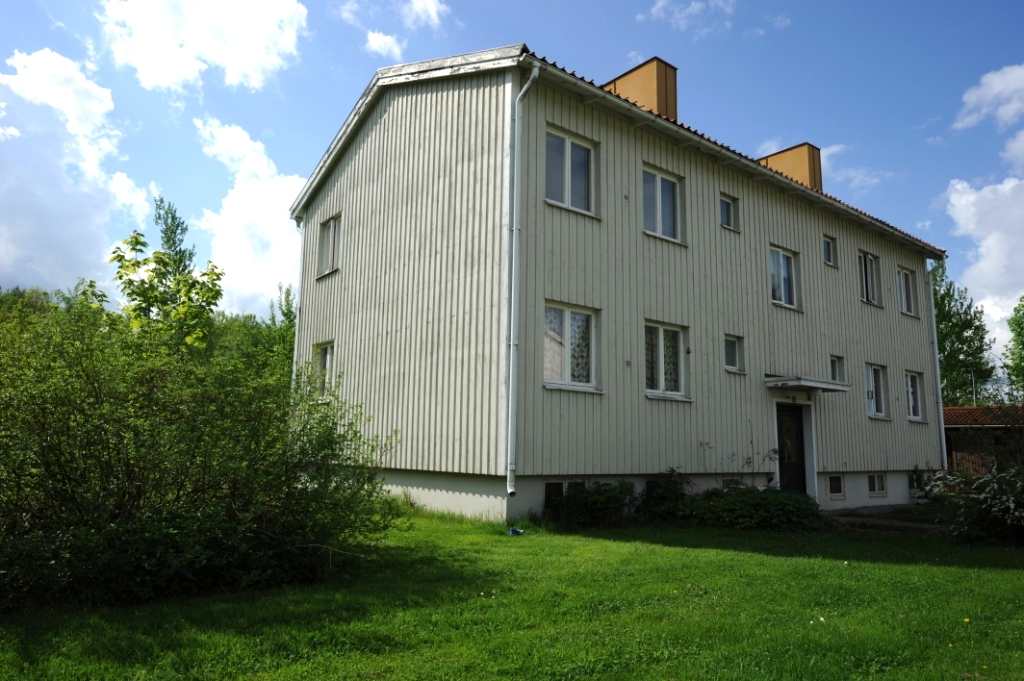
Кварнторп

## Виноски
1. ↑  Folkmangd i riket, lan och kommuner (шв.) . Центральне бюро статистики Швеції. Архів оригіналу за 20 серпня 2013. Процитовано 10 лютого 2013.